# Boreomysis californica
Boreomysis californica is een aasgarnalensoort uit de familie van de Mysidae. De wetenschappelijke naam van de soort werd in 1894 voor het eerst geldig gepubliceerd door Arnold Edward Ortmann.